# Parafia św. Wojciecha i Matki Kościoła w Pogorzelicy
Parafia św. Wojciecha i Matki Kościoła w Pogorzelicy – parafia rzymskokatolicka, należąca do dekanatu żerkowskiego, diecezji kaliskiej. 
Do parafii należy około 1400 wiernych. Kościół parafialny zbudowano w latach 1886-1887 w stylu neogotyckim. Generalny remont kościoła parafialnego miał miejsce w latach 2007-2012.
Do parafii należą wsie: Pogorzelica, Nowa Wieś Podgórna, Antonin, Przybysław, Szczonów, Gąsiorów, Paruchów, Komorze Przybysławskie

## Proboszczowie parafii
- ks. Marian Puzdrakiewicz - do 1998 roku (pochowany na cmentarzu w Pogorzelicy)
- ks. Bernard Urbański - w latach 1998 - 30.06.2004 r. (obecnie na emeryturze)
- ks. Maciej Dudek -  w latach 1.07.2004 r. - 13.04.2007 r.
- ks. kan. Rafał Mielcarek - od 14.04.2007 do 30.06.2018 r.
- ks. kan. Leszek Szcześniak - od 2 lipca 2018

## Księża pochodzący z parafii
Jak do tej pory jedynym wywodzącym się z pogorzelickiej parafii kapłanem jest:
- ks. kanonik mgr Kazimierz Pyrzyk - kanonik honorowy kapituły kolegiackiej w Kaliszu, długoletni proboszcz parafii św. Marcina i św. Stanisława w Goszczanowie, od 2020 kapłan senior[2].